# 天主教失智老人基金會
天主教失智老人基金會，全稱財團法人天主教失智老人社會福利基金會，1998年9月21日由天主教台北總教區、 永和區耕莘醫院、聖母聖心傳教修女會共同發起成立，以「全人」、「全程」、「全家」、「全隊」等四全為照護理念，為失智長者提供照護服務 。

## 單位簡介
該會於1998年成立即開始籌劃專責型失智症照顧中心，於2001年（民國90年）正式成立「財團法人天主教失智老人社會福利基金會附設台北市私立聖若瑟失智老人養護中心」提供失智長者住宿型、日間照顧型及暫托型等各項服務，於同年將服務觸角轉向社區服務，開辦萬華區送餐服務、接台北市及新北市的居家服務。基於多年的服務經驗，陸續開辦各項相關失智症的照顧訓練課程（如：失智症家屬照顧技巧訓練班、全國失智症專業人員暨照顧服務員訓練）。
2008年（民國97年），接受台北市政府社會局委辦萬華老人服務中心，為社區長輩提供綜合性的服務。

## 附設機構
- 聖若瑟養護中心
- 台北市萬華老人服務中心[1]

## 外部連結
- 獨居長者提前圍爐　抽獎、紅包、備糧袋送暖
- 財團法人天主教失智老人社會福利基金會 （页面存档备份，存于）
- 天主教失智老人基金會多元宣導　認識失智不分年齡